# Lepidanthrax chloristus
Lepidanthrax chloristus är en tvåvingeart som beskrevs av Hall 1976. Lepidanthrax chloristus ingår i släktet Lepidanthrax och familjen svävflugor. Inga underarter finns listade i Catalogue of Life.